# Batchoy
Batchoy, còn gọi batsoy, là súp mì được làm từ nội tạng heo, tóp mỡ, gà kho, thịt bò thăn và mì sợi. Món ăn này có thể được tìm thấy ở quận La Paz, thành phố Iloilo, Philippines, do đó nó thường được gọi là La Paz Batchoy.